# Diplazium fuliginosum
Diplazium fuliginosum är en majbräkenväxtart som först beskrevs av William Jackson Hooker och som fick sitt nu gällande namn av Michael Greene Price.
Diplazium fuliginosum ingår i släktet Diplazium och familjen Athyriaceae. Inga underarter finns listade i Catalogue of Life.